# Wapen van Vlaams-Brabant

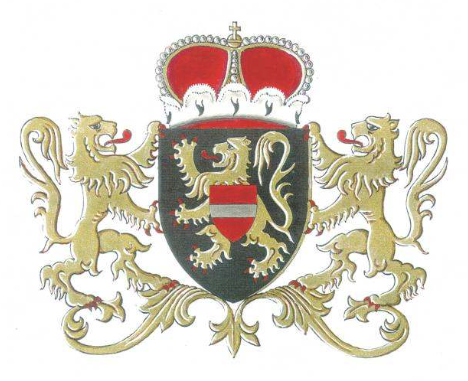
Wapen van Vlaams-Brabant op de officiële website van de provincie

Het wapen van Vlaams-Brabant werd in 1996 in gebruik genomen. De provincie Vlaams-Brabant werd in 1995 gevormd uit de voormalige provincie Brabant, dat splitste in een Vlaams en Waals gebied.

## Blazoenering
De omschrijving van het wapen is als volgt: "In sabel een leeuw van goud, geklauwd en getongd van keel; hartschild: in keel een dwarsbalk van zilver. Het schild getopt met een hertogenmuts en gehouden door twee leeuwen van goud, geklauwd en getongd van keel. Het geheel op een smeedwerk van goud".
Het wapenschild toont een Gouden leeuw met rode klauwen en tong (Leo Belgicus) op een zwart schild, een symbool dat teruggaat naar het Hertogdom Brabant. Dit ontwerp, bekend als de Brabantse Leeuw, is al eeuwenlang een heraldiek embleem van de regio. Met een rood wapenschild met een witte Dwarsbalk van wit door rood op de Brabantse leeuw. En Boven het schild staat een hertogelijke kroon, die de adellijke geschiedenis van de provincie benadrukt. 

## Wapenschilden Vlaams-Brabant

### Historische wapens van Vlaams-Brabant
| Wapen | Datum     | Land/Provincie    | Gebruik                                            |
| ----- | --------- | ----------------- | -------------------------------------------------- |
|       | 1996-Now  | Vlaams-Brabant    | Wapen van Vlaams-Brabant (Belgische provincie)     |
|       | 1815-1995 | Brabant           | Wapen van de voormalig Belgische provincie Brabant |
|       | 1183-1795 | Hertogdom Brabant | Wapen van het Hertogdom Brabant                    |

### Elementen van het Wapen van Vlaams-Brabant
| Wapen | Datum   | Element           | Gebruik                                                |
| ----- | ------- | ----------------- | ------------------------------------------------------ |
|       | 1996-Nu | Vlaams-Brabant    | Wapen van Brabant                                      |
|       | 1996-Nu | Leuven            | Wapen van Leuven (Belgische stad)                      |
|       | 1996-Nu | Prinselijke kroon | Kroon die vroeger gedragen werd door Belgische prinsen |

## Voetnoten
1. 1 2 3  https://www.vlaamsbrabant.be/nl/over-de-provincie/huisstijl#:~:text=De%20vlag%20van%20de%20provincie,rood%20met%20een%20witte%20dwarsbalk.%22
2. 1 2 3 4  https://www.hubert-herald.nl/BelBrabant.htm